# Kid Kaplan
Louis „Kid” Kaplan, właśc. Gershon Mendeloff (ur. 15 października 1901 w Kijowie, zm. 26 października 1970 w Norwich w stanie Connecticut) – amerykański bokser pochodzenia ukraińskiego, zawodowy mistrz świata kategorii piórkowej.
Urodził się w Kijowie w rodzinie żydowskiej. Gdy miał pięć lat, jego rodzina przeniosła się do Stanów Zjednoczonych i osiedliła w miejscowości Meriden w stanie Connecticut.
Kaplan rozpoczął karierę boksera zawodowego w 1918. Walczył w kategorii piórkowej. W ciągu pierwszych czterech lat stoczył ponad 50 walk. Gdy w sierpniu 1924 Johnny Dundee zrezygnował z tytułu mistrza świata wagi piórkowej, New York State Athletic Commission zorganizowała turniej, który miał wyłonić nowego czempiona. Po wygraniu dwóch walk Kaplan zmierzył się w pojedynku o tytuł z Dannym Kramerem 2 stycznia 1925 w Madison Square Garden w Nowym Jorku. Zwyciężył przez poddanie w 9. rundzie i został nowym mistrzem świata. W obronie nowo zdobytego tytułu Kaplan zremisował z Babe Hermanem 28 sierpnia 1925 w Waterbury, następnie pokonał tego samego pięściarza 18 grudnia tego roku w Nowym Jorku i pokonał przez techniczny nokaut w 10. rundzie Bobby’ego Garcię 28 czerwca 1925 w Hartford.
W 1927 Kaplan zrezygnował z tytułu mistrzowskiego nie mogąc utrzymać limitu wagi piórkowej. Kontynuował karierę w wadze lekkiej. Pokonał tak znanych bokserów, jak: Jackie Fields w 1927, Johnny Jadick w 1929, Battling Battalino w 1930 i Sammy Mandell w 1931. Jimmy McLarnin znokautował go w 8. rundzie 18 października 1927, mimo że Kaplan złamał mu szczękę w 1. rundzie. Edward Ran znokautował Kaplana w 1. rundzie 20 listopada 1931 w Madison Square Garden w Nowym Jorku.
Ostatnią walkę Kaplan stoczył 20 lutego 1933. Przegrał ją na punkty z Cocoa Kidem.
Został wybrany do International Jewish Sports Hall of Fame w 1986 i do International Boxing Hall of Fame w 2003.